# ماکارونی و پنیر
ماکارونی و پنیر یا مک اند چیز (انگلیسی: Macaroni and cheese) غذایی با ریشه انگلیسی است که از ماکارونی و پنیر (معمولاً چدار) تشکیل می‌شود. مک اند چیز در بریتانیا، ایالات متحده آمریکا و کانادا بسیار متداول است.
این غذا می‌تواند شامل عناصری مثل خرده‌نان، گوشت و سبزیجات باشد. مک اند چیز کلاسیک کسرولی است که در فر آماده می‌شود، اما قابلیت پخت در ماهی‌تابه را نیز دارد. در مک اند چیز، پنیر با سس بشامل همراه می‌شود تا یک سس مورنی ایجاد کند.

## نگارخانه

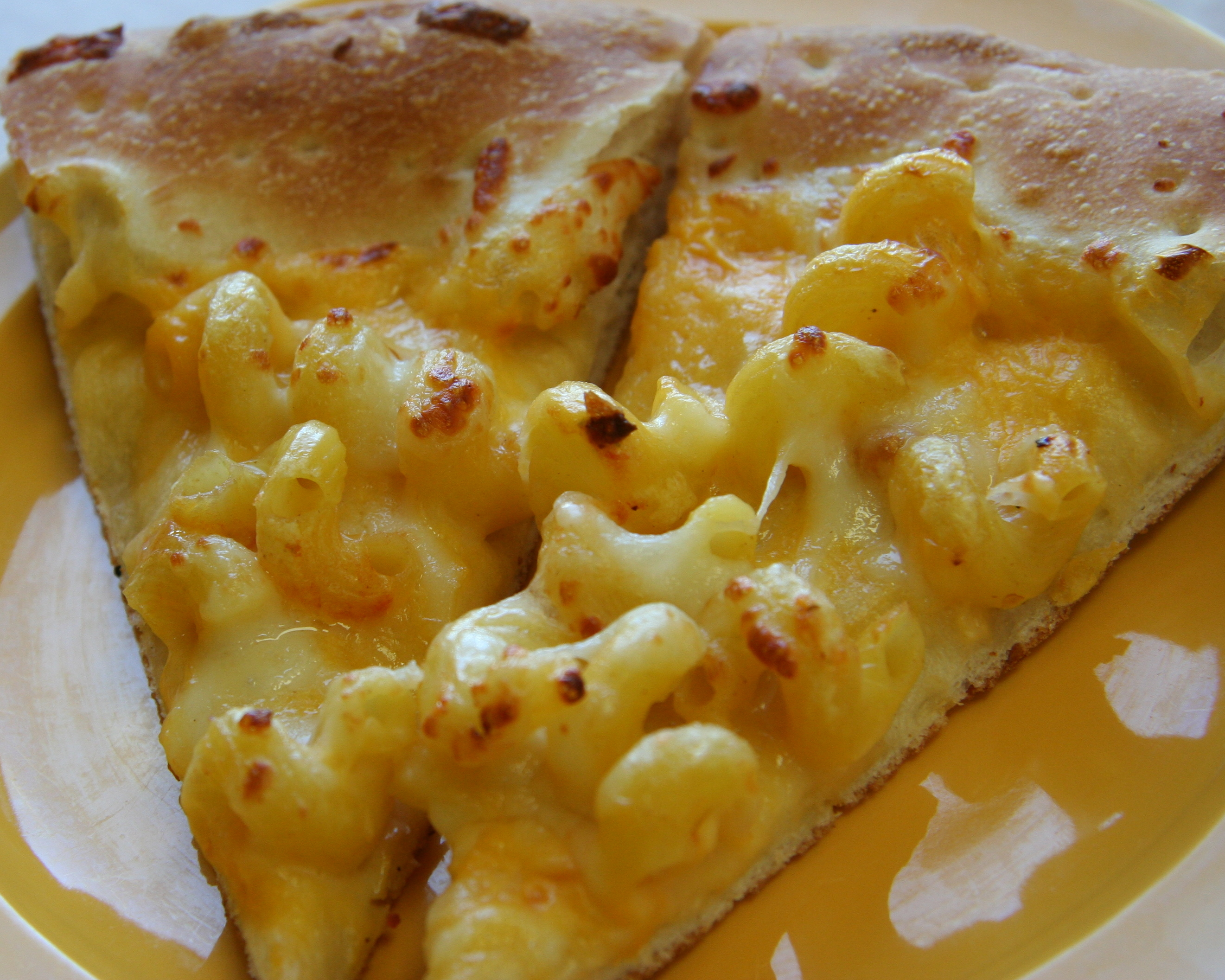
پیتزای ماکارونی و پنیر
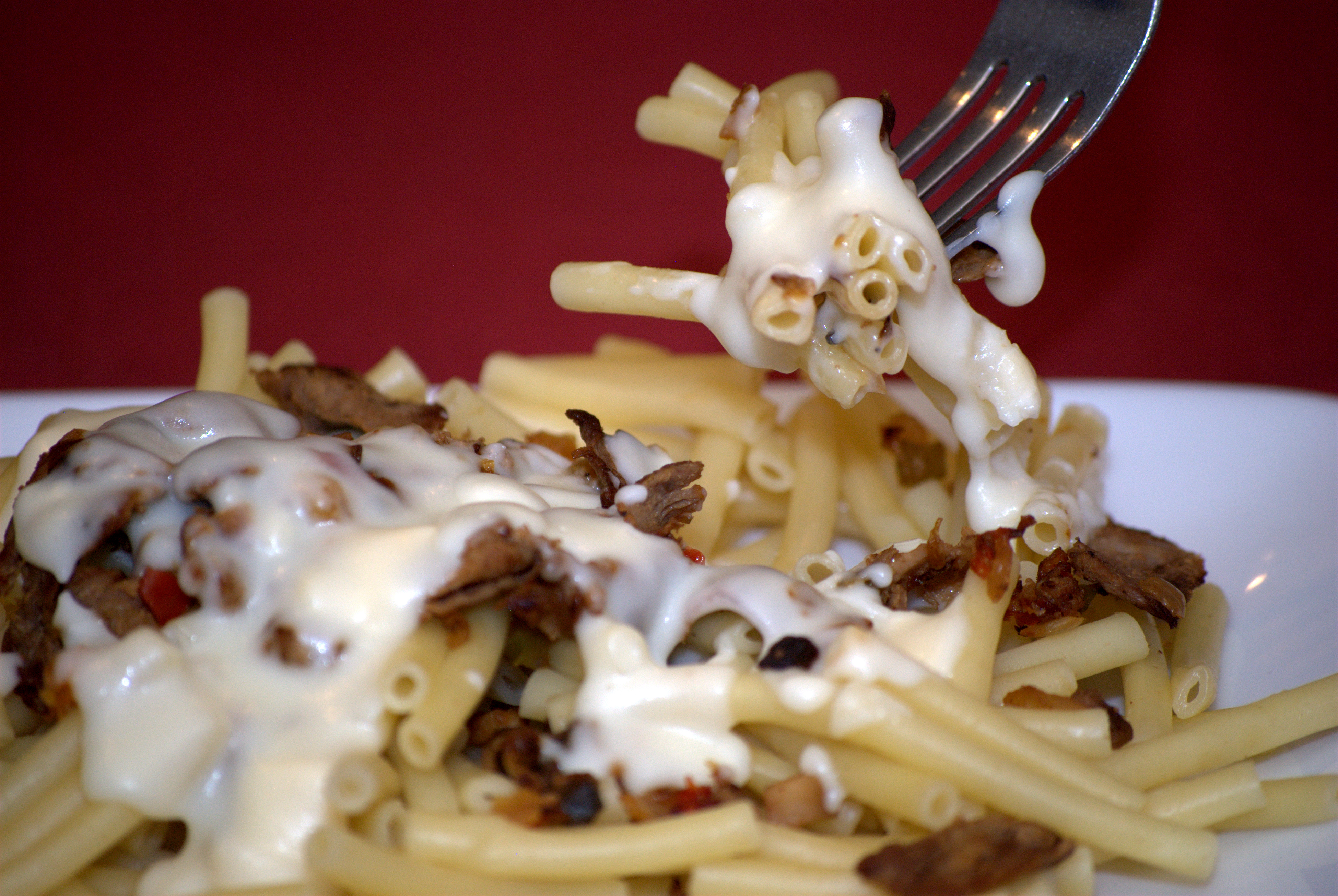
ماکارونی و پنیر با گوشت
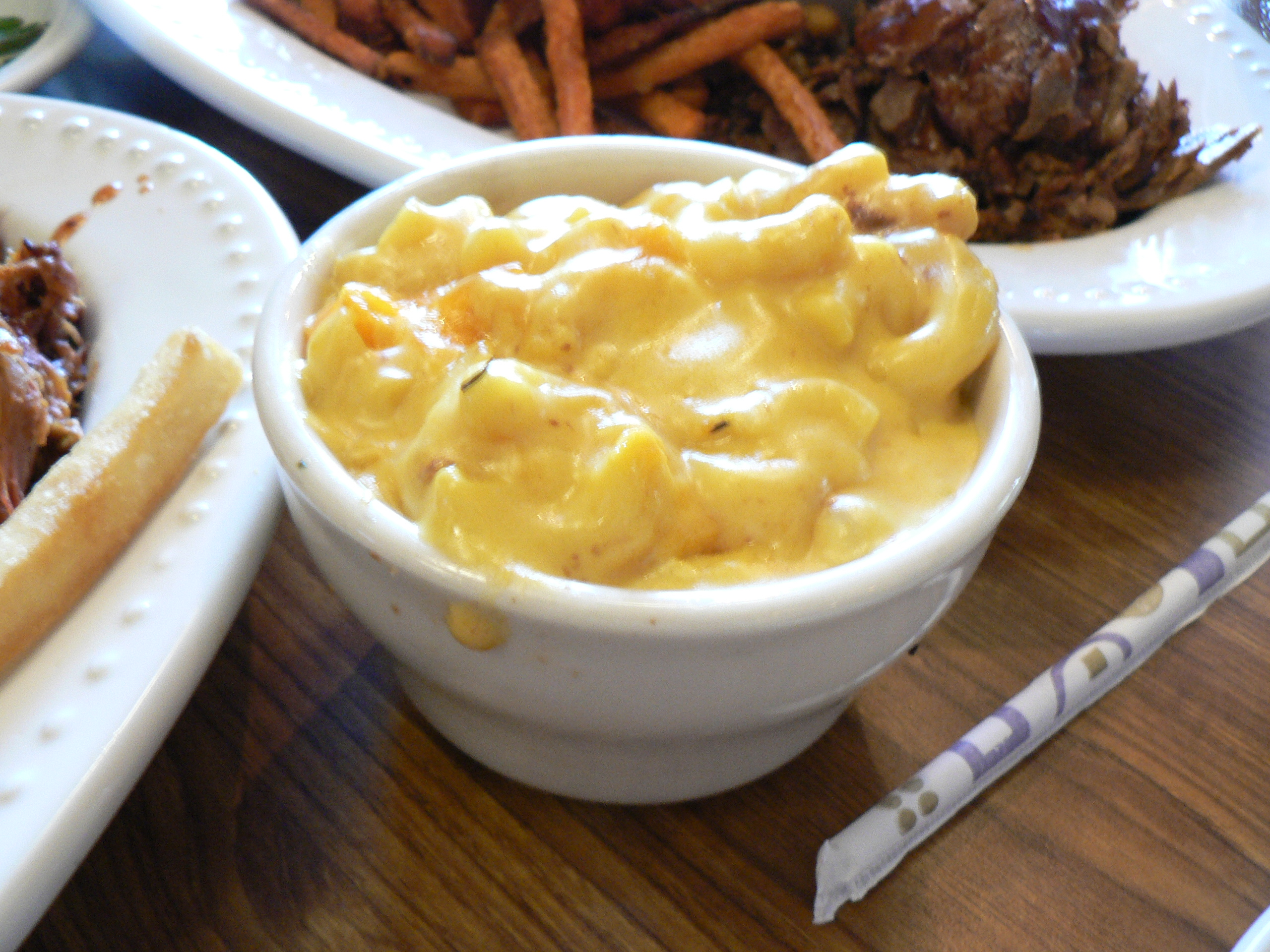
ماکارونی و پنیر زیاد
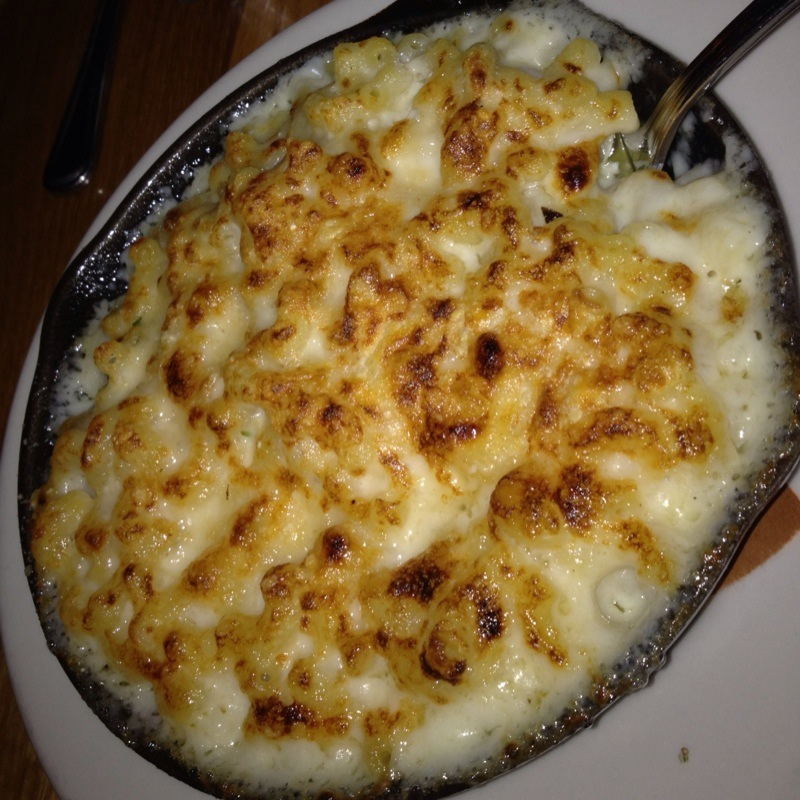
ماکارونی و پنیر در رستوران اسمیت